# (Rap) Superstar
(Rap) Superstar ist ein Lied der US-amerikanischen Rap-Gruppe Cypress Hill. Der Song ist die erste Single ihres fünften Studioalbums Skull & Bones und wurde am 28. März 2000 veröffentlicht. Im Vereinigten Königreich erschien die Auskopplung als Doppel-A-Seite, zusammen mit dem Pendant (Rock) Superstar.

## Inhalt
| Liedteil   | Künstler           |
| Intro      | Eminem             |
| Refrain    | B-Real             |
| 1. Strophe | B-Real             |
| Interlude  | Noreaga und Eminem |
| 2. Strophe | B-Real             |

Auf (Rap) Superstar rappt B-Real über die Kehrseiten des Lebens als berühmter Musiker. Er spricht den Hörer an, der nur den Reichtum und Erfolg sehe, aber nicht den Aufwand, der hinter alldem stecke. So spüre er großen Druck vom Label, der Presse und den Fans und stehe stets im Rampenlicht. Zu Beginn und zwischendurch werden auch Aussagen der Rapper Eminem und Noreaga eingespielt, die davon berichten, welch harte Arbeit es erfordere, um für längere Zeit erfolgreich und relevant zu sein, sowie dass man sich oft verstellen und wahre Gefühle verbergen müsse, um alle Fans zufrieden zu stellen. Sen Dog, der zweite Rapper von Cypress Hill, ist selbst nicht am Lied beteiligt.

“So you wanna be a rap superstar?

And live large, a big house, five cars, you’re in charge

Comin’ up in the world don’t trust nobody

Gotta look over your shoulder constantly”

## Produktion
Der Song wurde von dem Bandmitglied und Musikproduzenten DJ Muggs produziert, der zusammen mit B-Real auch den Text schrieb.

## Musikvideo
Bei dem zu (Rap) Superstar gedrehten Musikvideo führte der US-amerikanische Regisseur Dean Karr Regie. Auf YouTube verzeichnet das Video über sieben Millionen Aufrufe (Stand Mai 2020).
Zu Beginn läuft ein Jugendlicher die Straße entlang und findet eine Eintrittskarte mit der Aufschrift Rap Superstar. Daraufhin erscheint ein Gebäude, in das der Jugendliche wie in eine Geisterbahn hineinfährt. Im Gebäude sieht er zuerst Cypress Hill rappen, bevor er von einer Gruppe Frauen umgestylt und in einen Anzug gekleidet wird. Im nächsten Raum hält B-Real, gekleidet als Fidel Castro, eine Rede. Anschließend sieht er zahlreiche Fernsehbildschirme, auf denen Noreaga und Eminem über ihr Leben als Rapstars sprechen. Im letzten Raum besucht der Jugendliche ein Konzert von Cypress Hill, an dessen Ende er selbst vor der Zuschauermenge, die ihn für eine Berühmtheit hält, aus dem Haus flüchtet.

## Single

### Covergestaltung
Das Singlecover ist in braunen Farbtönen gehalten. Es zeigt einen Totenschädel, der eine Krone trägt. Im Hintergrund befinden sich weitere Totenköpfe. Der braune Schriftzug Cypress Hill steht im oberen Teil des Bildes, während sich der Titel (Rap) Superstar, ebenfalls in Braun, am unteren Bildrand befindet.

### Titelliste
1. (Rap) Superstar (LP Version) – 4:53
2. (Rock) Superstar (Edit) – 3:02
3. Checkmate (Hang ’Em High Remix) – 4:01
4. Cuban Necktie (LP Version) – 4:13

### Chartplatzierungen
(Rap) Superstar stieg am 17. April 2000 auf Platz 32 in die deutschen Charts ein und erreichte zwei Wochen später mit Rang 22 die höchste Position. Insgesamt konnte sich der Song zwölf Wochen lang in den Top 100 halten. Am erfolgreichsten war das Lied im Vereinigten Königreich, wo es Platz 13 belegte. Ebenfalls die Charts erreichte die Single unter anderem in der Schweiz (Rang 21), den Niederlanden (Position 26) und Neuseeland (Platz 34).
| ChartsChartplatzierungen     | Höchstplatzierung | Wochen |
| ---------------------------- | ----------------- | ------ |
| Deutschland (GfK)            | 22 (12 Wo.)       | 12     |
| Schweiz (IFPI)               | 21 (12 Wo.)       | 12     |
| Vereinigtes Königreich (OCC) | 13 (6 Wo.)        | 6      |